# リントホルスト
リントホルスト (ドイツ語: Lindhorst) は、ドイツ連邦共和国ニーダーザクセン州シャウムブルク郡に属す町村（以下、本項では便宜上「町」と記述する）で、ベッケドルフ、ホイエルセン、リューダースフェルトとともにザムトゲマインデ・リントホルストを形成する。

## 地理

### 位置
リントホルストの町域は、歴史地区名デュルヴァルト地方に位置する。東は郡庁所在地のシュタットハーゲン、西はバート・ネンドルフ、南はビュッケブルク、北はザクセンハーゲンを通るミッテルラント運河に囲まれている。

### 自治体の構成
自治体としてのリントホルストは、オッテン全地区とシェットリンゲン地区を含む。

## 歴史
リントホルストは13世紀に多くの入植村落が営まれたデュルヴァルト地方の丘陵地「Linde」に由来する。リントホルストや、この町内の他の集落の多くがこの時代に初めて文献に記録されている。
この地域は、しかし古代には定住者の疎らな土地であった。例えばリントホルストのようないくつかの村落は、おそらくフランク王国時代の9世紀から10世紀にその起源を有すると推測されている。
この町域内の小さな集落の発展は遅々としたものであった。1847年のリントホルスト駅を含む鉄道ハノーファー-ミンデン線の建設や、1916年のザクセンハーゲン運河港を含むミッテルラント運河の建設といった社会資本の整備に伴ってわずかな飛躍がもたらされた。農業はしばしば唯一の収入源であった。オッテンゼンにレンガ工場が造られ、岩を焼いて造られるレンガはその並はずれた高度で知られた。
さらなる発展は両世界大戦によって阻まれた。しかし1945年以後、戦争難民を受け容れ、「シャウムブルガー・ムルデ」の石炭採掘が発展していった。リューダースフェルトに新たな坑道が設けられ、リントホルストの人口は倍増し、大きな坑夫の町となった。
1954年7月、リントホルストに「マギスター・ノートルト・シューレ」（学校）が完成した。また、移住してきたカトリック信者のために1957年にカトリック教会が創設された。この教会は坑夫の守護聖人にちなんで「聖バルバラ」の名を冠された。難民の他、旧東部領土からの放逐民やルール地方で失職した坑夫らが、この地で再び職を得た。
シャウムブルクの石炭採掘は早くも1960年に突然終了した。比較的少ない生産量と低い品質、安価な競合相手の登場により採算が合わなくなったのである。坑道は閉鎖され、埋め戻された。
農業も多くの働き場所を失った。多くの企業進出がなされたが、その喪失の一部を補ったに過ぎない。産業経済の分野はこのザムトゲマインデ行政の重点課題の1つであり続けている。
交通の便がよいこのザムトゲマインデには多くの通勤労働者が住んでいる。また、ヴェーザーベルクラント・シャウムブルク＝ハーメルンとシュタインフーデ湖に挟まれた農業に適した土地でもある。

## 文化と見所

### 建築
- リントホルストのプロテスタント聖ディオニシウス教会: 1180年頃建造。塔は1565年に建設された。
- リントホルストのカトリック聖バルバラ教会: 1957年建造。

## 経済と社会資本

### 交通
- 連邦道B65号線（ハノーファー - ミンデン）がザムトゲマインデ内を通っている。連邦アウトバーンA2号線はバート・ネンドルフ経由でアクセスできる (10 km)。
- リントホルスト駅は1時間ごとにハノーファーSバーン、ミンデン - ヴンストルフ - ハノーファー線（S1号線）の列車が発着する。この他にシュタットハーゲンおよびハノーファー行きのバス路線がある。
- ミッテルラント運河のザクセンハーフェン港は 3 km の距離にある。
- ハノーファー＝ランゲンハーゲン空港は 50 km の距離にある。

### 公共施設
- リントホルストの屋内プール
- リントホルストの体育館

### 教育
- マギスター・ノートルト・シューレ: リントホルストの本課程学校兼実科学校
- 基礎課程学校

## 引用
1. ↑  Landesamt für Statistik Niedersachsen, LSN-Online Regionaldatenbank, Tabelle A100001G: Fortschreibung des Bevölkerungsstandes, Stand 31. Dezember 2023